# Anaglyf

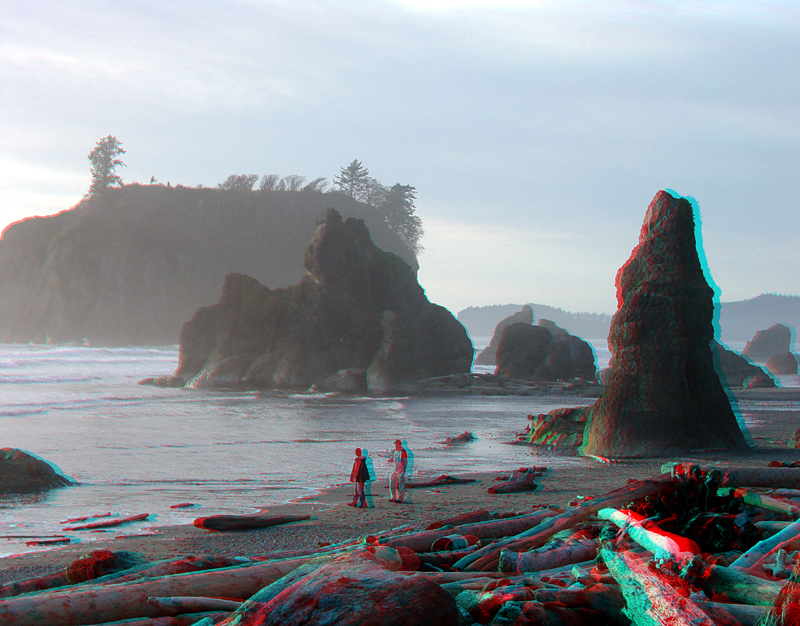
Anaglyf národního parku

Anaglyf je jedna ze stereoskopických technik, která umožňuje uživateli prostorově vnímat obrazy, fotografie, grafy, filmy a podobná grafická díla. Tato poměrně dlouho známá metoda využívá rozložení obrazů pro levé a pravé oko na barevné složky (obvykle modrozelenou a červenou).
Pro vytvoření anaglyfu je třeba mít k dispozici dva záběry jedné scény – pohled levým okem a pohled pravým okem a odpovídající software nebo hardware. Pro vytváření anaglyphových kreseb stačí použít vhodné techniky deskriptivní geometrie.

## Prohlížení
Pro prohlížení anaglyfu je třeba použít speciální brýle s barevnými průzory – modrozeleným a červeným. Výhodou anaglyfu je jeho velké rozšíření – pokud vytvoříte 3D obrazy v anaglyfu, může je pozorovat velké množství lidí po celém světě, kteří vlastní příslušné brýle.
Existují i jiné barevné varianty anaglyfu (žluto-modrý, zeleno-červený apod.), ty však nejsou tolik rozšířené.

## Historie
- Denis Ponté